# اپلگارت (نیوجرسی)
اپلگارت (به انگلیسی: Applegarth) یک منطقهٔ مسکونی در ایالات متحده آمریکا است که در مونرو، نیوجرسی واقع شده است. اپلگارت ۳۲٫۰ متر بالاتر از سطح دریا واقع شده است.